# Analecta Bollandiana
Die Analecta Bollandiana sind eine heute zweimal im Jahr erscheinende mehrsprachige Zeitschrift für kritische Hagiographie. Sie erscheint in den Sprachen Deutsch, Englisch, Französisch und Italienisch. Sie wird seit 1882 von der Société des Bollandistes (Bollandisten-Gesellschaft) in Brüssel, Belgien, herausgegeben und veröffentlicht.
Sie wurde anfänglich von dem belgischen Jesuiten Charles De Smedt (1831–1911) als wissenschaftliche Unterstützung der von den Bollandisten herausgegebenen, breitangelegten Acta Sanctorum (lat. ‚Taten der Heiligen‘) und als ein neues Forum für die Forschungen auf dem Gebiet der Hagiographie gegründet.
Jede Nummer enthält kritische Ausgaben der den griechischen, lateinischen oder den östlichen Traditionen entstammenden hagiographischen Texte und andere grundlegende Studien zur Hagiographie, einschließlich ihrer modernen Geschichte.
Zum hundertjährigen Jubiläum erschien im Jahr 1983 ein Index der ersten Jahrgänge (1882–1982).